# Saint-Gratien-Savigny
Saint-Gratien-Savigny – miejscowość i gmina we Francji, w regionie Burgundia-Franche-Comté, w departamencie Nièvre.
Według danych na rok 1990 gminę zamieszkiwało 126 osób, a gęstość zaludnienia wynosiła 6 osób/km² (wśród 2044 gmin Burgundii Saint-Gratien-Savigny plasuje się na 784. miejscu pod względem liczby ludności, natomiast pod względem powierzchni na miejscu 414.).